# Rago Nemzeti Park
A Rago Nemzeti Park Norvégia északi Nordland megyéjében, Sørfold község területén fekszik. A 171 km² kiterjedésű nemzeti park az E6-os európai úttól keletre, körülbelül 10 kilométerre északkeletre található Sørfold község közigazgatási központjától, Straumen településtől. 1971 január 22-én alapították.

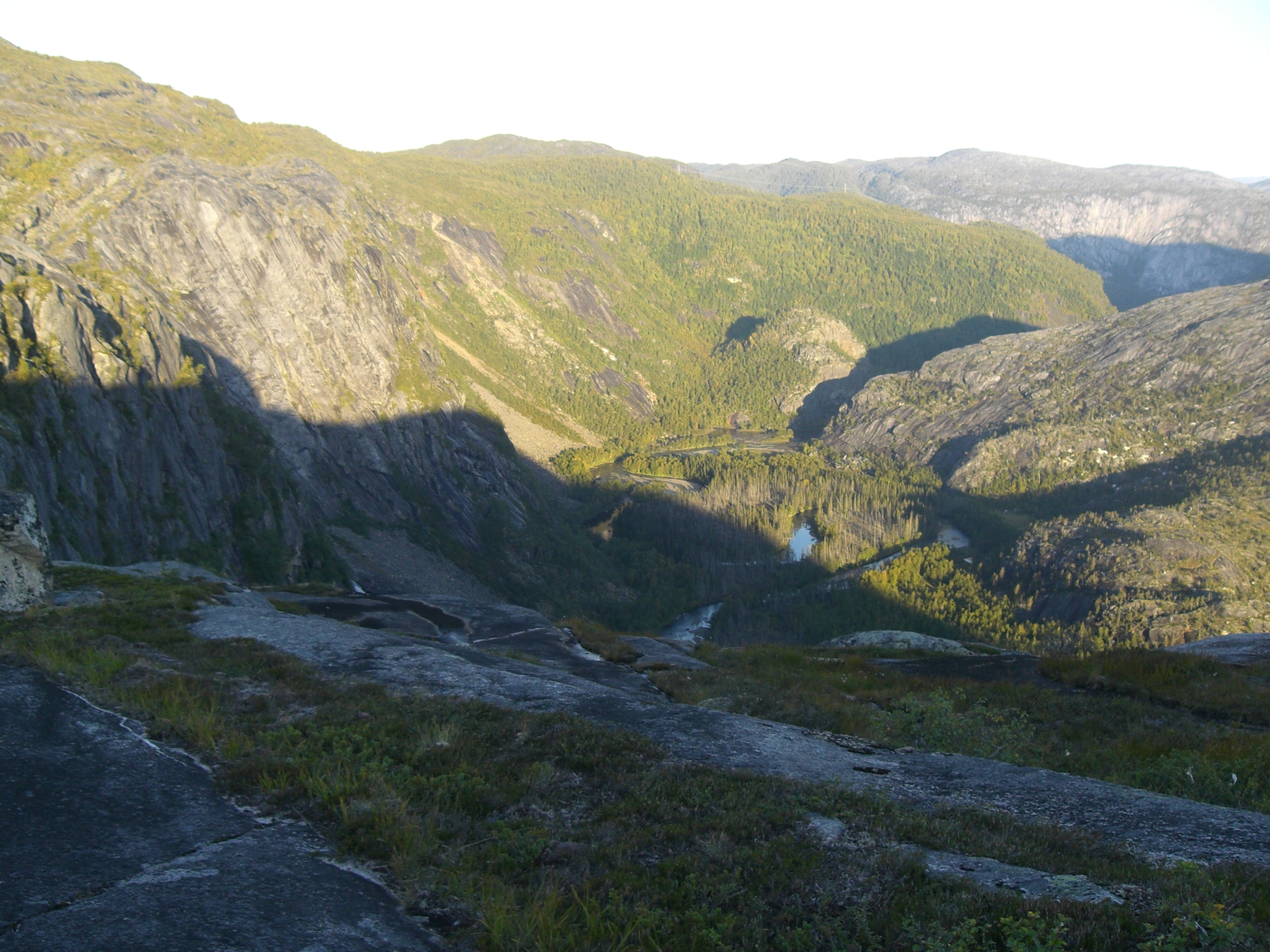
Völgy a Rago Nemzeti Parkban

## Elhelyezkedése
Rago határos a svédországi Padjelanta Nemzeti Parkkal, ami a maga részéről további két másik természetvédelmi területhez csatlakozik, így összesen egy 5400 km² területű védett övezet alakult ki.

## Flóra és fauna
Növényzete és állatvilága egyaránt szegényes a rossz talaj és a kemény klimatikus viszonyok miatt. A kopár vidéken azonban másutt ritka fajok is előfordulnak, mint az illatos rózsásvarjúháj és a sárga ibolya, illetve a sarki hófajd.

## Kapcsolódó szócikkek

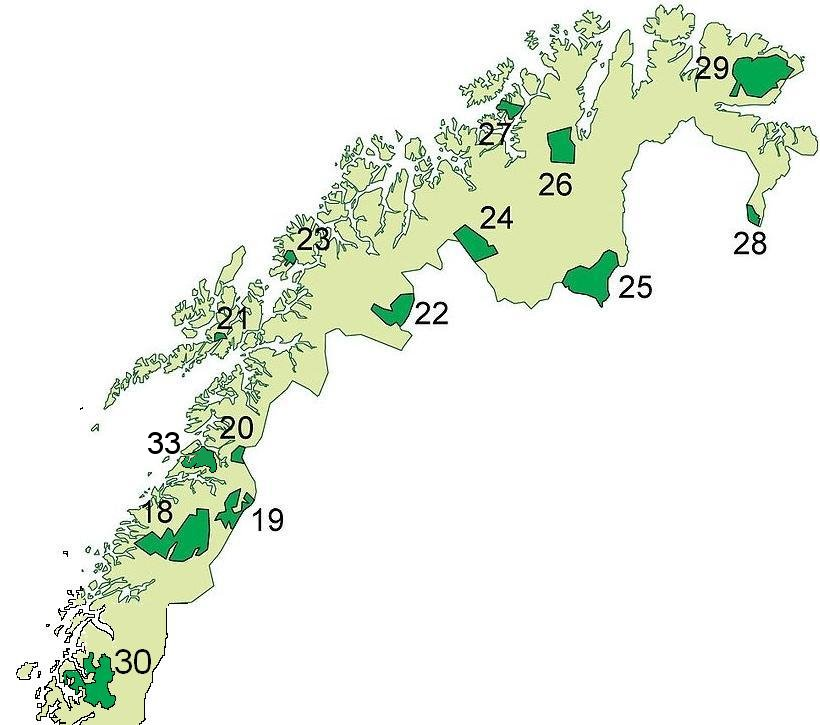
Észak-Norvégia nemzeti parkjai. A Rago a 20. számú